# パシフィックフォーラム CSIS
パシフィックフォーラム CSIS（Pacific Forum CSIS、パシフィック・フォーラム・シーエスアイエス）は、戦略国際問題研究所(Center for Strategic and International Studies, CSIS)の環太平洋支部。
1975年に独立シンクタンク「パシフィック・フォーラム」として設立され、その後ワシントンD.C.に本社を置く民間シンクタンク 戦略国際問題研究所(CSIS)に吸収合併されるかたちで、そのアジア太平洋部門となった。

## 概要
1975年に、武装紛争から脱却するための外交政策の研究部門として、リアアドミラル・ロイドR. ジョー・ヴェイシーにより設立された。
ホノルルを拠点とし、アジア太平洋地域の学術組織、政府組織、企業などのリーダーと協力して政策討論や分析を行っている。政治、安全保障、経済および海洋政策問題の協力的政策の活性化に重点をおいている。
理事会共同議長は、リチャード・アーミテージとジョセフ・ナイ。理事長はラルフ・コッサ。日本在住の理事として、半田晴久（神道系新宗教ワールドメイト教祖の深見東州）、宮内義彦、稲盛和夫が在籍している。
日本の団体では、田中伸男が会長を務める笹川平和財団がフェローシップ・プログラムの助成事業を、星岳雄が理事長を務める東京財団が公開セッション等の共催を行っている。理事の半田晴久が総裁を務める世界開発協力機構とは、『WSD半田フェローシップ･プログラム』を共催している。